# Rodage
Le rodage est une technique ancienne qui permet d'ajuster parfaitement deux surfaces pour qu'elles deviennent étanches, par exemple pour fermer les fioles des pharmaciens et tous les clapets des giffards des chaudières à vapeur.

## Présentation
La technique consistait en un frottement rotatif des deux pièces avec une pâte d'émeri jusqu'à ce que le contact soit parfait.
La technique pour le rodage d’alésage est aussi utilisée pour obtenir des géométries et états de surface très pointus.
Le rodage est une opération de finition (usinage) qui permet d'obtenir une surface de rugosité Ra=0,1 μm. C'est un procédé par abrasion.
Le rodage intérieur cylindrique est le plus connu car utilisé dans le secteur automobile pour les chemises de cylindre, les injecteurs Diesel, etc.
En réparation de pompe hydraulique, le rodage est utilisé avec les machines spéciales pour re-planifier une surface usée.
Kopp Anton Diamant (KADIA) a été le précurseur en 1959 en mettant au point les premières machines industrielles avec rodoir au diamant en lieu et place de la pierre vitrifiée.
Le rodage (à savoir limiter le régime moteur à environ 80 % du régime maximal pendant les premiers milliers de kilomètres) sur les voitures thermiques modernes est toujours nécessaire, malgré les progrès réalisés sur l'usinage des pièces et sur les huiles qui réduisent la formation de limaille.[réf. souhaitée]
Il est également souhaité de limiter, durant les 1 500 premiers kilomètres, les efforts appliqués au moteur et à la boîte de vitesses tant que l'ensemble n'a pas atteint sa température de service.

## Utilisations spécifiques

### Rodage en chimie
En chimie, il est souvent nécessaire de réaliser des montages (distillation, reflux, etc.) sans fuites. Aussi est-il nécessaire d'utiliser des pièces de verrerie qui s'adaptent parfaitement les unes aux autres. C'est pourquoi la plupart de la verrerie de laboratoire contient un ou plusieurs rodages. 
Il existe deux types de rodages (outre leurs dimensions) à savoir les rodages mâles et les rodages femelles, s'emboitant parfaitement l'un dans l'autre.
Les dimensions des rodages sont standardisées (normes ISO européenne ou US pour les États-Unis) et sont exprimées avec deux chiffres. Le premier correspond au diamètre du rodage (extérieur) tandis que le second représente la longueur en verre dépoli du rodage.
Les rodages européens sont les 10/19, 14/23, 19/26, 24/29 et 29/32 tandis que les rodages américains les plus courants sont les 14/20 et 24/40.
Il est possible dans certains cas d'adapter un rodage US sur un rodage européen. Par exemple, un rodage 14/20 mâle pourra s'emboiter dans un rodage 14/23 femelle.
Il existe des adaptateurs permettant de lier deux pièces de verrerie présentant deux rodages différents. Ces adaptateurs se présentent sous la forme d'une pièce de verre possédant un rodage mâle (d'une certaine dimension) et un rodage femelle (d'une autre dimension).
Il est possible que deux rodages « secs » restent coincés l'un dans l'autre. Pour éviter ce désagrément, il est utile de graisser les rodages (graisse de silicone ou autre) ou de mettre entre les deux rodages un manchon en Téflon. L’inconvénient de la graisse est sa présence éventuelle dans les produits contenus dans la verrerie.

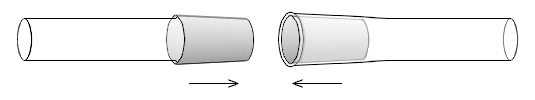
Rodages coniques mâle (à gauche) et femelle (à droite). La partie grisée représente le verre dépoli du rodage.

Afin de s'assurer que les deux pièces de verrerie ne se désolidarisent pas, on peut utiliser un clip de Keck (communément appelé « clip »).

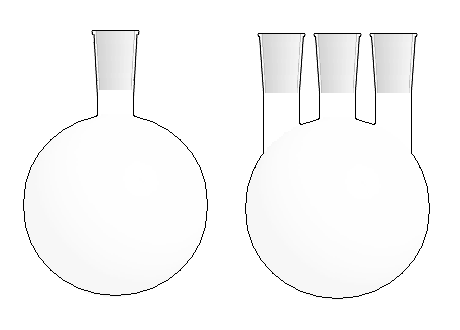
Schéma de ballons monocol et tricol, à cols rodés.
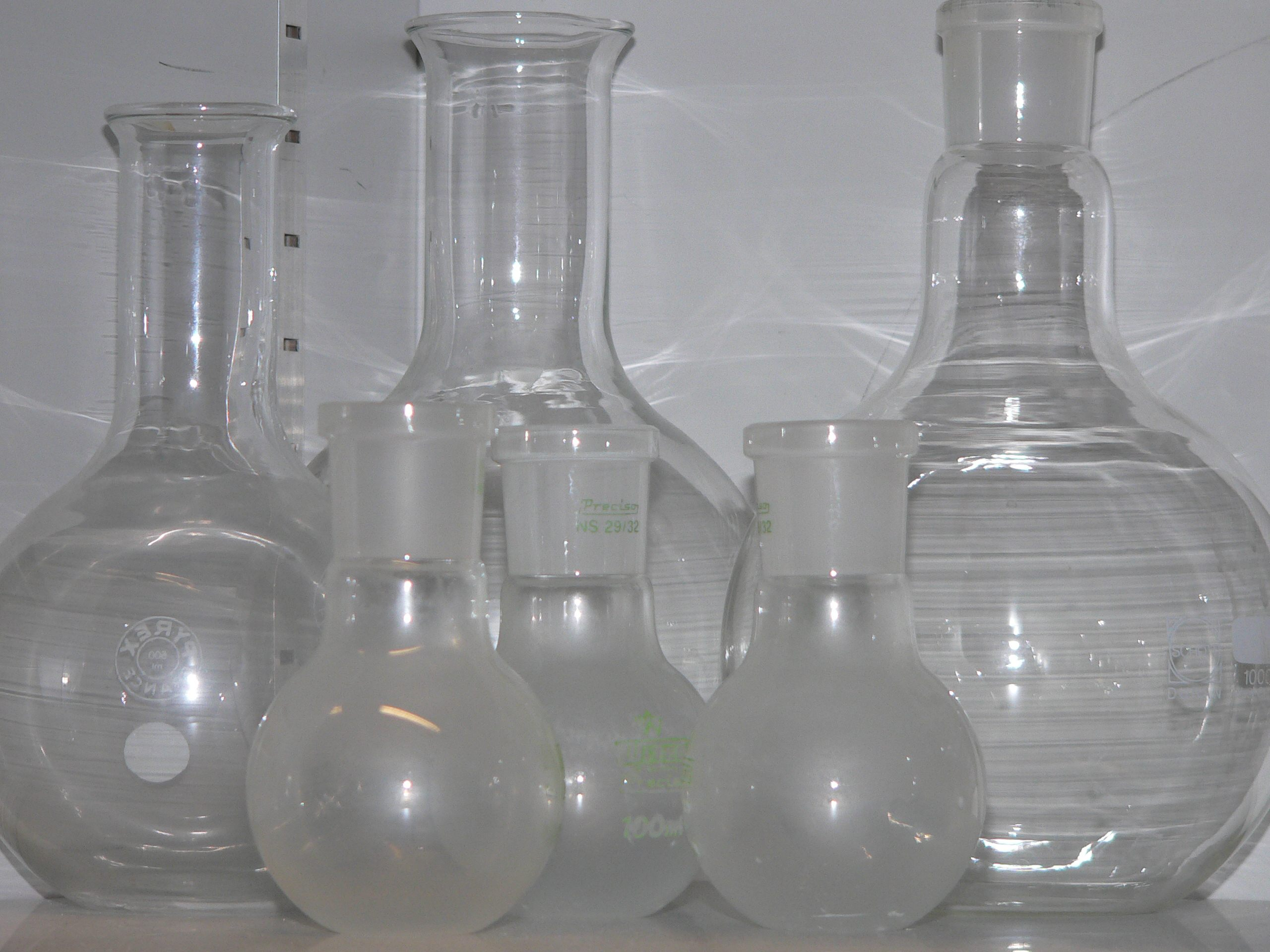
Divers modèles de ballons : à col rodé (devant et arrière droit) et à col non rodé (arrière gauche et centre).
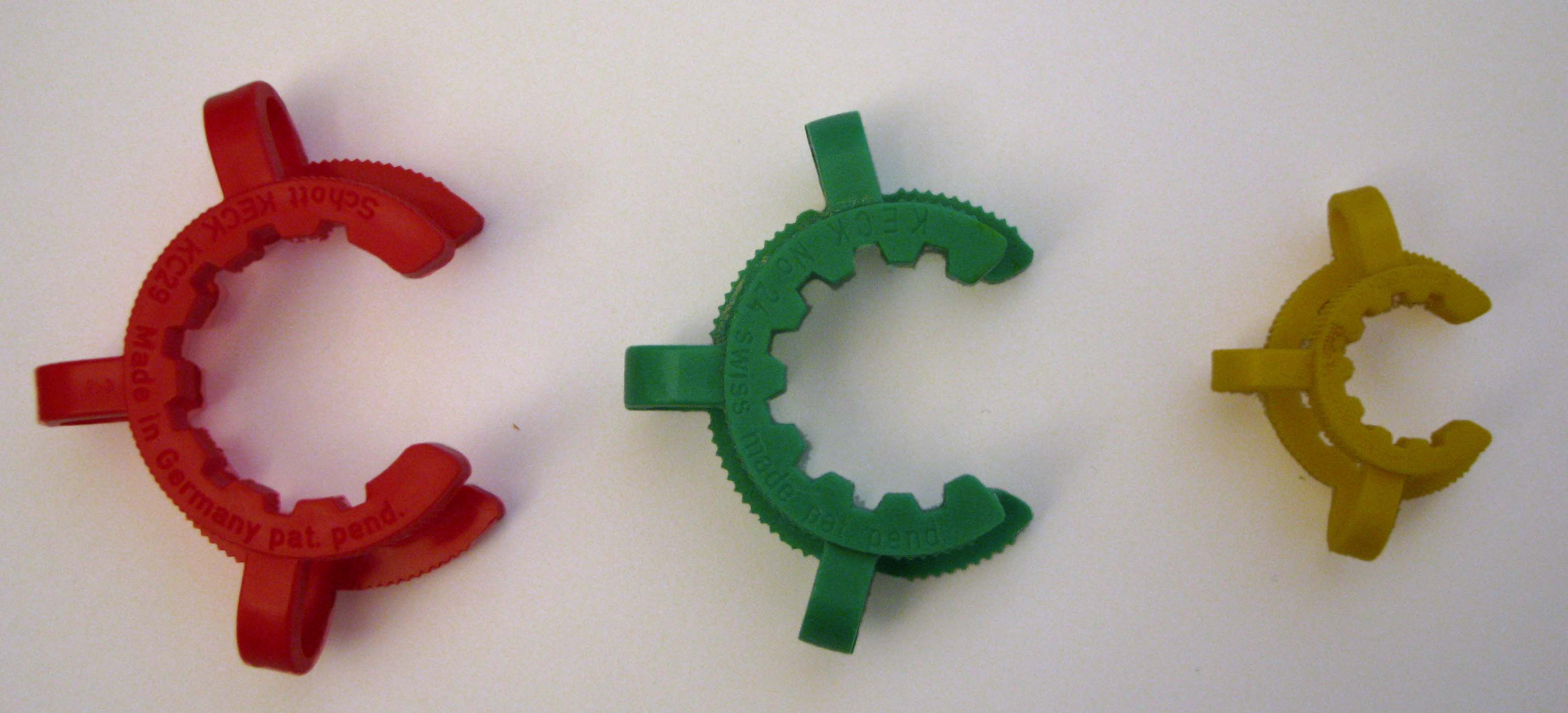
Clips de Keck. Trois tailles sont représentées : rodages 29/32 (rouge), 24/29 (vert) et 14/23 (jaune).